# Харрис, Дел
Делмер Уильям Харрис (англ. Delmer William Harris; род. 18 июня 1937 в Плейнфилде, Индиана) — американский баскетбольный тренер. Начав карьеру в школьных и вузовских командах, впоследствии тренировал мужские сборные Пуэрто-Рико (победа в Центробаскете в 1974 году) и КНР и команды НБА «Хьюстон Рокетс», «Милуоки Бакс» и «Лос-Анджелес Лейкерс». Финалист чемпионата НБА 1980/81 годов с «Рокетс» и тренер года НБА 1995 года с «Лейкерс». Лауреат Приза Джона Банна (2019) и Приза Чака Дэйли. Член баскетбольного зала славы с 2022 года.

## Биография
Родился и вырос в Индиане, играл в баскетбол в средней школе Плейнфилда, один раз попав в символическую сборную конференции. Планируя стать пастором, поступил в Миллиган-колледж в Джонсон-Сити (Теннесси), в годы учёбы выступая за его баскетбольную сборную и три раза попав в символическую сборную конференции по итогам сезона. По окончании колледжа, готовясь к семинарии, в поисках временного заработка согласился на предложение тренировать баскетбольные команды мальчиков и девочек в начальной школе Кинг-Спрингс. После того, как сборная мальчиков под руководством Харриса начала набирать по 100 очков в матчах, длившихся 24 минуты, тренером заинтересовались старшие школы и вузы. Он тренировал команды школ Роучдейла, Дейла и Спенсера (в 1965 году выиграв чемпионат региона), а затем, в 1965 году, возглавил сборную Эрлхем-колледжа — частного квакерского колледжа в Ричмонде (Индиана). С этой командой он провёл 9 сезонов, за это время одержав 175 побед при 70 поражениях, трижды завоевав титул чемпионов конференции и выйдя в 1971 году в национальный чемпионат NAIA.
За время работы в колледже Харрис выпустил несколько книг, посвящённых тонкостям тренерской профессии. Они были переведены на другие языки и стали популярны в странах Латинской Америки и Азии. Благодаря первой из этих книг, Multiple Defences, автор был приглашён в Пуэрто-Рико, где баскетбольный сезон, в отличие от США, приходился на летние месяцы, тренировать местный клуб, с которым трижды выиграл чемпионат страны. С командой, представляющей город Баямон, Харрис стал также призёром в клубном чемпионате мира ФИБА. Одновременно ему было поручено тренировать и мужскую сборную Пуэрто-Рико, которую он в 1974 году привёл к победе в Центробаскете — турнире сборных команд Центральной Америки и Карибского бассейна. В общей сложности за годы работы в Пуэрто-Рико команды Харриса одержали 176 побед при 61 поражении.
В годы работы в Пуэрто-Рико, где в летний сезон работали многие представители НБА и АБА, Харрис завёл связи среди тренеров этих ведущих профессиональных лиг США, в частности близко познакомившись с Томом Ниссалке, попеременно тренировавшим в обеих. Когда в 1975 году Ниссалке был назначен главным тренером клуба АБА «Юта Старз», он пригласил Харриса на должность помощника. Отсутствие средств не позволило клубу закончить сезон, ставший последним и для всей лиги, но в следующем году Ниссалке стал главным тренером клуба НБА «Хьюстон Рокетс» и снова взял с собой Харриса. Когда Ниссалке ушёл в отставку летом 1979 года, Харрис занял в «Хьюстоне» место главного тренера.
На второй год работы с «Рокетс», в сезоне 1980/81, Харрис вышел с клубом в плей-офф с балансом побед и поражений 40-42 и впервые за историю клуба пробился в финал чемпионата, где хьюстонскую команду остановили «Бостон Селтикс». «Рокетс» остаются единственным клубом в истории НБА, игравшим в финальной серии чемпионата лиги после регулярного сезона, оконченного с менее чем 50 % побед. Харрис уволился с поста главного тренера хьюстонского клуба по окончании сезона 1982/83, перед которым «Рокетс» расстались с двукратным MVP лиги Мозесом Мэлоуном и в результате одержали только 14 побед в 82 встречах.
В сезоне 1986/87 Харрис занимал должность помощника главного тренера ещё одного клуба НБА, «Милуоки Бакс». В первом раунде плей-офф команда встречалась с «Филадельфия Севенти Сиксерс», лидером которых был Джулиус Ирвинг, и в пятой, решающей игре серии тренер «Бакс» Дон Нельсон был удалён с площадки судьёй. В его отсутствие Харрис довёл матч и серию до победы. После того как Нельсон, тренировавший команду на протяжении 11 лет, ушёл в отставку по окончании сезона из-за конфликта с её владельцем Гербом Колем, Харрис принял предложение занять его место, подписав с «Бакс» трёхлетний контракт. В его первый год в качестве главного тренера «Милуоки» команда проиграла 14 из последней 21 домашней встречи, закончила регулярный сезон с 42 победами и впервые с начала 1980-х годов выбыла из плей-офф уже в первом круге. Во втором сезоне Харрис, над которым висела угроза увольнения, предпринял радикальные шаги, направленные на улучшение процента подборов и усиление защиты. В итоге клуб стал одним из лидеров НБА по перехватам, а процент попаданий с игры у соперников снизился. В итоге «Милуоки» с Харрисом пробились в плей-офф и в этом сезоне, и в двух следующих. В начале сезона 1991/92, однако, он подал в отставку с поста главного тренера, когда команда проиграла 9 из первых 17 матчей. Харрис остался в должности вице-президента клуба по игровым вопросам, но в конце сезона ушёл и с этого поста, заявив, что намерен продолжить тренерскую карьеру.
В мае 1994 года заключил контракт с клубом «Лос-Анджелес Лейкерс», став его четвёртым главным тренером за четыре года. В первый сезон с Харрисом «Лейкерс», за год до этого выигравшие только 33 матча, одержали 48 побед, и он был признан тренером года НБА. В 1997 году Харрис одержал свою 500-ю победу в НБА, став 19-м тренером за историю лиги, преодолевшим этот рубеж. На следующий год он был приглашён в сборную США в качестве помощника главного тренера. Американская команда в условиях локаута в НБА была лишена возможности задействовать игроков этой лиги, и главный тренер Руди Томьянович получил право пригласить в качестве помощника только одного тренера из НБА, выбрав Харриса, чьим помощником он сам был в «Хьюстоне». Составленная из любителей сборная США в итоге завоевала бронзовые медали на чемпионате мира в Афинах.
После прихода в клуб Шакила О’Нила и Коби Брайанта «Лейкерс» провели три регулярных сезона, в которых в среднем одерживали по 57 побед, но чемпионами так и не стали. В феврале 1999 года, когда «Лос-Анджелес» из-за внутренних конфликтов начал сезон слабее обычного (6 побед в 12 матчах), Харрис был уволен. К этому моменту он одержал с «Лейкерс» 224 победы при 116 поражениях, а в целом за 14 сезонов в НБА на его счету было 556 побед и 457 поражений (54,9 % побед) и 11 выходов в плей-офф.
В дальнейшем Харрис провёл шесть сезонов как помощник главного тренера в клубе НБА «Даллас Маверикс», а затем ещё по одному сезону в «Чикаго Буллз» и «Нью-Джерси Нетс». Согласно сайту НБА, в эти годы он был самым высокооплачиваемым помощником главного тренера в лиге. В общей сложности он проработал помощником главного тренера в НБА 18 лет, в последние 11 из которых его клубы одерживали в среднем по 55 побед за сезон. В начале 2004 года Харриса пригласили тренировать сборную КНР, перед этим занявшую 12-е место на чемпионате мира. Американский тренер вывел китайскую команду, где играл центровой НБА Яо Мин, в Олимпийский турнир в Афинах, где она сумела пробиться в плей-офф. С 2009 года Харрис 11 сезонов работал с фарм-клубом «Даллас Маверикс» «Техас Лэджендс», играющим в Лиге развития НБА, за это время побывав его тренером и вице-президентом. В 2011—2012 годах занимал должность помощника главного тренера сборной Доминиканской Республики, за это время завоевав с Джоном Калипари бронзовые медали чемпионата Америки и выиграв Центробаскет.

## Признание заслуг
Помимо звания тренера года НБА, Харрис удостоен таких тренерских наград за достижения карьеры как Приз Джона Банна (2019) и Приз Чака Дэйли (2020). Он также является членом ряда залов славы, включая Зал славы баскетбола (2022), Зал славы NAIA и Зал баскетбольной славы Индианы.